# 2014年11月28日莎车县暴恐袭击案
2014年11月28日莎车县暴恐袭击案，是指于2014年11月28日发生在中华人民共和国新疆维吾尔自治区莎车县的一起袭击事件，中国官方将此事件定性为“恐怖袭击”。此案造成4个平民死亡，11名袭击者被当场击毙，14人受伤。

## 经过
2014年11月28日下午一点半左右，一伙犯罪分子乘车抵达莎车县美食街后，向美食街投掷易燃易爆物品并砍杀周围群众，致使4个市民死亡、14个市民受伤。
据中国政府官方报道，正在美食街周围巡逻的当地公安民警发现情况后，立即划分成两组包围事发地，将袭击者困在莎车县美食街中部，同时疏散周围无关群众。在此过程中，当地民警击毙暴徒11人。现场查获一批易燃易爆装置、砍刀、斧头等行凶器具。
袭击案发生后，新疆自治区派出医疗专家抵达救治伤员，伤者已得到有效救治。